# Пинта
Вижте пояснителната страница за други значения на Пинта.
Пинта (на испански: Pinta) е необитаем остров, част от Галапагоските острови принадлежащ на Еквадор.
Островът е наименуван на кораба „Пинта“, един от корабите на флотилията на Христофор Колумб.

## География
Пинта е родина на Едноокия Джордж, една от най-известните слонски костенурки на Галапагоски острови, вероятно, последният представител на подвида Geochelone nigra abingdoni. Едноокият Джордж умира през юни 2012 г. в приюта „Чарлз Дарвин“ на остров Санта Крус.